# Konklawe 1823
Konklawe 2-28 września 1823 – konklawe, które wybrało na papieża Leona XII.

## Śmierć Piusa VII

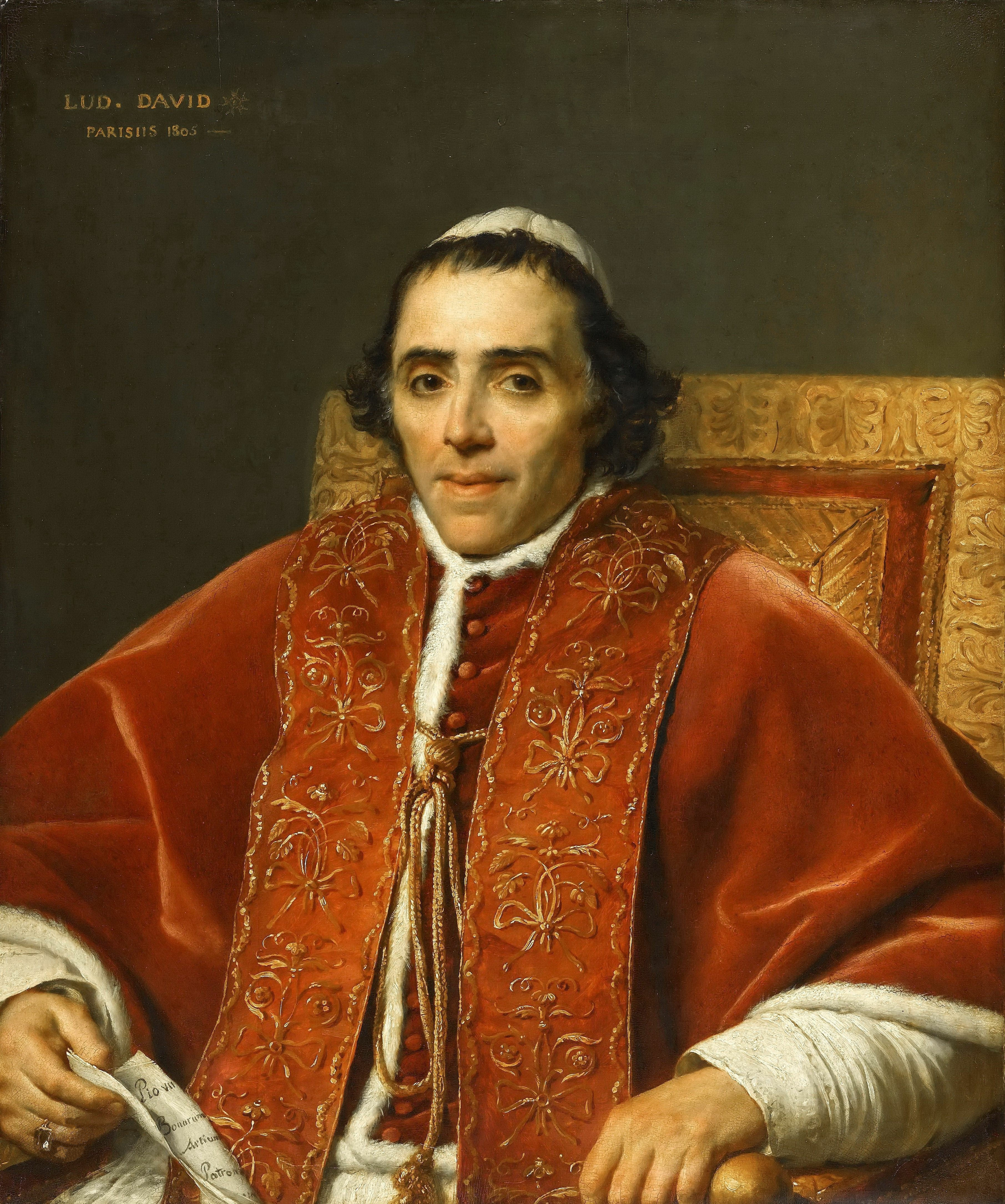
Pius VII

81-letni papież Pius VII zmarł 20 sierpnia 1823. Jego 23-letni pontyfikat przypadał na okres wojen napoleońskiej Francji i szerzenia się zdobyczy rewolucji francuskiej w całej Europie, w tym we Włoszech. Państwo Kościelne przejściowo uległo likwidacji, a sam papież przez kilka lat był więźniem Napoleona. Klęska Napoleona i kongres wiedeński w 1815 umożliwiły przywrócenie papieżowi władzy doczesnej w Rzymie, jednak o całkowitym powrocie do czasów ancien régime nie było mowy. Ostatnie lata pontyfikatu Pius VII poświęcił na odbudowę struktur władzy w Państwie Kościelnym i normowanie, poprzez konkordaty, stosunków Stolicy Apostolskiej z monarchiami europejskimi. Ta polityka (tzw. konkordatowa), kierowana w dużej mierze przez sekretarza stanu Ercole Consalviego, budziła w Kościele duże kontrowersje, zarzucano bowiem papieżowi i Consalviemu zbyt duże ustępstwa kosztem praw Kościoła. Konklawe po śmierci Piusa VII okazało się w dużej mierze plebiscytem w sprawie kontynuowania polityki konkordatowej.

## Lista uczestników
W konklawe wzięło udział 49 z 53 kardynałów, w tym 43 Włochów, trzech Francuzów (Fesch, Clermont-Tonnere, La Fare), oraz po jednym Niemcu (Häffelin), Hiszpanie (Bardaxi y Azara) i Maltańczyku (Testaferrata):
- Giulio Maria della Somaglia (nominacja 1 czerwca 1795) – kardynał biskup Ostia e Velletri; komendatariusz kościoła prezbiterialnego S. Lorenzo in Damaso; dziekan Świętego Kolegium Kardynałów; sekretarz Świętej Kongregacji Rzymskiej i Powszechnej Inkwizycji; archiprezbiter bazyliki laterańskiej; wicekanclerz Świętego Kościoła Rzymskiego; prefekt Świętej Kongregacji ds. Ceremoniału; prefekt Świętej Kongregacji ds. Obrzędów
- Bartolomeo Pacca (23 lutego 1801) – kardynał biskup Porto e Santa Rufina; subdziekan Świętego Kolegium Kardynałów; kamerling Świętego Kościoła Rzymskiego; prefekt Świętej Kongregacji ds. Biskupów i Zakonników
- Giuseppe Spina (23 lutego 1801) – kardynał biskup Palestriny; legat apostolski w Bolonii
- Pietro Francesco Galleffi (11 lipca 1803) – kardynał biskup Albano; archiprezbiter bazyliki watykańskiej; prefekt Fabryki Świętego Piotra; prefekt Trybunału Apostolskiej Sygnatury Łaski; prosekretarz ds. Memoriałów; komendatariusz opactwa terytorialnego Subiaco
- Tommaso Arezzo (8 marca 1816) – kardynał biskup Sabiny; legat apostolski w Ferrarze
- Francesco Saverio Castiglioni (8 marca 1816) – kardynał biskup Frascati; penitencjariusz większy; prefekt Świętej Kongregacji Indeksu
- Giuseppe Firrao (23 lutego 1801) – kardynał prezbiter S. Eusebio; protoprezbiter Świętego Kolegium Kardynałów
- Luigi Ruffo Scilla (23 lutego 1801) – kardynał prezbiter S. Martino ai Monti; arcybiskup Neapolu
- Cesare Brancadoro (23 lutego 1801) – kardynał prezbiter S. Agostino; arcybiskup Fermo
- Carlo Francesco Caselli OSM (23 lutego 1801) – kardynał prezbiter S. Marcello; arcybiskup Parmy
- Joseph Fesch (17 stycznia 1803) – kardynał prezbiter S. Lorenzo in Lucina; komendatariusz kościoła prezbiterialnego S. Maria della Vitoria; arcybiskup Lyonu i prymas Galii
- Carlo Oppizzoni (26 marca 1804) – kardynał prezbiter S. Bernardo alle Terme; arcybiskup Bolonii
- Annibale della Genga (8 marca 1816) – kardynał prezbiter S. Maria in Trastevere; wikariusz generalny diecezji rzymskiej; archiprezbiter bazyliki liberiańskiej; prefekt Świętej Kongregacji ds. Kościelnych Immunitetów; prefekt Świętej Kongregacji ds. Rezydencji Biskupów
- Pietro Gravina (8 marca 1816) – kardynał prezbiter S. Lorenzo in Panisperna; arcybiskup Palermo
- Antonio Gabriele Severoli (8 marca 1816) – kardynał prezbiter S. Maria della Pace; arcybiskup Viterbo e Toscanella
- Giuseppe Morozzo Della Rocca (8 marca 1816) – kardynał prezbiter S. Maria degli Angeli alla Terme; arcybiskup Novary
- Fabrizio Sceberras Testaferrata (8 marca 1816) – kardynał prezbiter S. Pudenziana; arcybiskup Senigalli
- Benedetto Naro (8 marca 1816) – kardynał prezbiter S. Clemente; prefekt Świętej Kongregacji ds. Dyscypliny Zakonnej
- Francesco Cesarei Leoni (8 marca 1816) – kardynał prezbiter S. Maria del Popolo; biskup Jesi
- Dionisio Bardaxí y Azara (8 marca 1816) – kardynał prezbiter S. Agnese fuori le mura
- Antonio Lamberto Rusconi (8 marca 1816) – kardynał prezbiter Ss. Giovanni e Paolo; biskup Imoli; legat apostolski w Rawennie
- Emmanuele de Gregorio (8 marca 1816) – kardynał prezbiter S. Alessio; prefekt Świętej Kongregacji ds. Soboru Trydenckiego; archimandryta Messyny
- Giorgio Doria Pamphili (8 marca 1816) – kardynał prezbiter S. Cecilia; prefekt Świętej Kongregacji ds. Odpustów i Świętych Relikwii; komendatariusz opactwa terytorialnego Tre Fontane
- Luigi Ercolani (8 marca 1816) – kardynał prezbiter S. Marco; prefekt ds. ekonomicznych Świętej Kongregacji Rozkrzewiania Wiary; komendatariusz opactwa terytorialnego Farfa
- Paolo Giuseppe Solaro (23 września 1816) – kardynał prezbiter bez tytułu; komendatariusz opactwa terytorialnego S. Benigno di Fruttuaria
- Johann Casimir von Häffelin (6 kwietnia 1818) – kardynał prezbiter S. Anastasia; minister pełnomocny Bawarii przy Stolicy Apostolskiej
- Anne-Antoine-Jules de Clermont-Tonnerre (2 grudnia 1822) – kardynał prezbiter SS. Trinita al Monte Pincio; arcybiskup Tuluzy
- Francesco Bertazzoli (10 marca 1823) – kardynał prezbiter S. Maria sopra Minerva
- Giovanni Francesco Falzacappa (10 marca 1823) – kardynał prezbiter Ss. Nereo ed Achilleo; arcybiskup Ankony
- Antonio Pallotta (10 marca 1823) – kardynał prezbiter S. Silvestro in Capite
- Francesco Serlupi-Crescenzi (10 marca 1823) – kardynał prezbiter S. Prassede
- Carlo Maria Pedicini (10 marca 1823) – kardynał prezbiter S. Maria in Via
- Luigi Pandolfi (10 marca 1823) – kardynał prezbiter S. Sabina
- Fabrizio Turriozzi (10 marca 1823) – kardynał prezbiter S. Maria in Aracoeli
- Ercole Dandini (10 marca 1823) – kardynał prezbiter S. Balbina; biskup Osimo e Cingoli
- Carlo Odescalchi (10 marca 1823) – kardynał prezbiter Ss. XII Apostoli; arcybiskup Ferrary
- Placido Zurla OSBCam (10 marca 1823) – kardynał prezbiter bez tytułu; generał zakonu kamedułów
- Anne-Louis-Henri de La Fare (16 maja 1823) – kardynał prezbiter bez tytułu; arcybiskup Sens
- Fabrizio Dionigi Ruffo (26 września 1791) – kardynał diakon S. Maria in Via Lata; protodiakon Świętego Kolegium Kardynałów; prefekt Świętej Kongregacji ds. Wód, Bagien Pontyjskich i Doliny Chiana; wielki przeor zakonu joannitów w Rzymie
- Ercole Consalvi (11 sierpnia 1800) – kardynał diakon S. Maria ad Martyres; sekretarz stanu Stolicy Apostolskiej; sekretarz ds. Brewe Apostolskich; prefekt Świętej Konsulty; prefekt Świętej Kongregacji ds. Sanktuarium Loreto; prefekt Świętej Kongregacji ds. Ekonomicznych; proprefekt Świętej Kongregacji Rozkrzewiania Wiary; przewodniczący Kongregacji ds. Wojskowych
- Giuseppe Albani (23 lutego 1801) – kardynał diakon S. Eustachio; prefekt Świętej Kongregacji Dobrego Rządu; protektor królestwa Sardynii; od 16 września 1823 ambasador nadzwyczajny Austrii przy Stolicy Apostolskiej
- Francesco Guidobono Cavalchini (24 sierpnia 1807) – kardynał diakon S. Maria in Aquiro
- Giovanni Caccia-Piatti (8 marca 1816) – kardynał diakon Ss. Cosma e Damiano; kamerling Świętego Kolegium Kardynałów
- Stanislao Sanseverino (8 marca 1816) – kardynał diakon S. Maria in Portico; legat apostolski w Forlì
- Pietro Vidoni (8 marca 1816) – kardynał diakon S. Nicola in Carcere Tulliano
- Agostino Rivarola (1 października 1817) – kardynał diakon S. Agata in Suburra
- Cesare Guerrieri Gonzaga (27 września 1819) – kardynał diakon S. Adriano
- Antonio Maria Frosini (10 marca 1823) – kardynał diakon S. Maria in Cosmedin
- Tommaso Riario Sforza (10 marca 1823) – kardynał diakon S. Giorgio in Velabro

Poza dziekanem della Somaglia i protodiakonem Ruffo, których mianował jeszcze Pius VI, wszyscy elektorzy byli nominatami Piusa VII.

### Nieobecni
Czterech kardynałów nie przybyło na konklawe (Włoch, Francuz, Niemiec i Portugalczyk; wszyscy z nominacji Piusa VII):
- Domenico Spinucci (8 marca 1816) – kardynał prezbiter S. Callisto; arcybiskup Benewentu
- Louis-François de Bausset-Roquefort (28 lipca 1817) – kardynał prezbiter bez tytułu; Minister Stanu Królestwa Francji
- Rudolf Johann Habsburg (4 czerwca 1819) – kardynał prezbiter S. Pietro in Montorio; arcybiskup Ołomuńca
- Carlos da Cunha Meneses (27 września 1819) – kardynał prezbiter bez tytułu; patriarcha Lizbony

## Zelanti i politicani
Święte Kolegium było podzielone na dwa stronnictwa: zelanti (Gorliwi) i politicani lub moderati ("rozpolitykowani" lub "umiarkowani"). Ci pierwsi byli konserwatystami, pragnącymi powrotu do czasów sprzed rewolucji i krytykującymi ustępliwość polityki konkordatowej. Moderati, których najwybitniejszym przedstawicielem był sekretarz stanu Consalvi, uważali natomiast, że Kościół musi dopasowywać się do zmienionych warunków politycznych i społecznych, na tyle oczywiście, na ile pozwala na to doktryna katolicka. Do frakcji politycznej zaliczano też oficjalnych przedstawicieli katolickich monarchów, co czyniło ją mniej spójną od frakcji Gorliwych.

## Papabili
Głównym faworytem konklawe był kandydat Gorliwych Antonio Gabriele Severoli, który miał przyjaciół w obu zwaśnionych stronnictwach. Z obozu umiarkowanych głównym papabile był kardynał Francesco Castiglioni, którego popierały burbońska Francja, królestwo Sardynii oraz sekretarz stanu Consalvi i którego szanowało także wielu Gorliwych. Oprócz tych dwóch faworytów jeszcze kilku innych wymienianych było jako papabili: Consalvi, Arezzo i Turriozzi z obozu umiarkowanych oraz De Gregorio, Rivarola, Della Genga, Oppizoni, Bertazzoli i Cavalchini z obozu Gorliwych.
16 września, już w trakcie trwania konklawe, austriacki ambasador, hrabia Anton Apponyi, poinformował kardynałów, że kardynał Giuseppe Albani został mianowany oficjalnym przedstawicielem Austrii na konklawe.

## Przebieg konklawe
Konklawe rozpoczęło się 2 września w Rzymie na Kwirynale z udziałem 37 kardynałów a do pierwszego głosowania doszło następnego dnia rano. 3 września po wieczornym głosowaniu na konklawe weszli kardynałowie Arezzo i Ruffo. 7 września dotarł kardynał Opizzoni, 10 września Ruffo Scilla, 11 września Rusconi, a 13 września francuscy kardynałowie Clermont-Tonnerre i de La Fare. 15 września na konklawe weszli kardynałowie Firrao, Gravina, Solaro i Sanseverino, a 18 września dotarł kardynał Caselli, ustalając listę elektorów na 49.
W pierwszym scrutinium głosy były mocno rozproszone i żaden z kandydatów nie uzyskał dwucyfrowego wyniku. Severoli otrzymał osiem głosów, a Castiglioni pięć. Jeden głos padł m.in. na Consalviego.
Przez pierwsze dwa tygodnie głosowania nie dawały żadnemu z kandydatów wyraźnej przewagi. Najwięcej głosów otrzymywali kardynałowie Castiglioni (maksymalnie 20), Severoli (maksymalnie 19) i Somaglia (maksymalnie 16). Począwszy od 17 września systematycznie zaczęło wzrastać poparcie dla kardynała Severoliego. Tego dnia w obu głosowaniach (porannym i wieczornym) otrzymał po 20 głosów, wyraźnie więcej niż jego konkurenci. 21 września rano na Severoliego oddano już 26 głosów i spodziewano się, że w wieczornym głosowaniu może zostać wybrany na papieża. Wówczas jednak do akcji wkroczył kardynał Albani, który, działając w charakterze przedstawiciela Austrii, zgłosił oficjalne weto cesarza Franciszka I przeciwko kandydaturze Severoliego. Przed odczytaniem formuły ekskluzywy Albani skonsultował się z kardynałami francuskimi oraz z przedstawicielami Sardynii (kard. Solaro), Bawarii (kard. Häffelin) i Neapolu (kard. Ruffo), którzy jednogłośnie poparli austriackie weto.
Weto zamknęło Severoliemu drogę do pontyfikatu, jednocześnie jednak skonsolidowało stronnictwo Gorliwych i tym samym pośrednio pogrzebało szanse Castiglioniego. Mimo że Consalvi popierał Castiglioniego do samego końca, Gorliwi zadecydowali, że zagłosują wyłącznie na kandydata wskazanego przez Severoliego. Severoli wskazał na 63-letniego wikariusza Rzymu Annibale della Genga, niewymienianego dotąd w gronie faworytów. Najpewniej traktowano go jako "przejściowego", gdyż, mimo że wśród elektorów zaliczał się raczej do młodszych, był on schorowany i spodziewano się, że szybko umrze. Kandydaturze tej sprzeciwili się Francuzi i próbowali nawet uzyskać zgodę Paryża na zgłoszenie weta, jednak część umiarkowanych zdecydowała się nie przedłużać obrad i w drodze kompromisu wybrać della Gengę właśnie jako papieża "przejściowego".

## Wybór Leona XII
Zanim przedstawiciele Francji zdołali uzyskać zgodę na zgłoszenie ekskluzywy kardynał della Genga w głosowaniu 28 września 1823 uzyskał 34 głosy, czyli o jeden więcej niż wymagana większość. Swoim elektorom oświadczył: "wybraliście trupa", czyniąc w ten sposób aluzję do swego słabego zdrowia, niemniej przyjął wybór, przybierając imię Leon XII. 5 października odbyła się uroczysta inauguracja jego pontyfikatu.

## Wyniki głosowań
Wyniki poszczególnych głosowań są znane dzięki zachowanym protokołom. Łącznie odbyło się 51 głosowań, gdyż każdego dnia odbywały się po dwa głosowania - jedno poranne i drugie wieczorne. Każde głosowanie składało się z fazy skrutynium oraz późniejszego pisemnego akcesu; głosy przyłączone na poszczególnych kandydatów w fazie akcesu podano w nawiasach. Dla ustalenia całkowitego wyniku kandydata należy zsumować głosy z obu faz
| Data        | Głosowanie poranne | Głosowanie wieczorne |
| ----------- | --- | --- |
| 3 września  | della Somaglia 4 Pacca 2 Castiglioni 5 Caselli 3 Opizzoni 1 Della Genga 3 Gravina 3 Severoli 8 De Gregorio 3 Ercolani 1 Turriozzi 1 Consalvi 1 Cavalchini 2 Liczba głosujących: 37                                                            | della Somaglia 2 Pacca 2 (+1) Arezzo 1 Castiglioni 5 Caselli 2 Opizzoni 1 Della Genga 2 Gravina 1 Severoli 10 (+3) Rusconi 2 De Gregorio 4 Ercolani 1 Turriozzi 1 Zurla 2 Consalvi 1 (+2) Liczba głosujących: 37                                     |
| 4 września  | della Somaglia 5 Pacca 2 Castiglioni 4 Caselli 2 Opizzoni 1 Della Genga 3 Gravina 1 Severoli 9 (+3) Rusconi 1 De Gregorio 3 (+1) Bertazzoli 1 Turriozzi 1 Zurla 2 Consalvi 2 Cavalchini 2 (+1) Liczba głosujących: 39                         | della Somaglia 5 Pacca 2 Castiglioni 4 Caselli 3 Opizzoni 1 Della Genga 2 Gravina 1 Severoli 11 (+2) Testaferrata 1 (+1) De Gregorio 3 (+1) Bertazzoli 1 Turriozzi 1 Zurla 2 Consalvi 1 Cavalchini 1 (+2) Liczba głosujących: 39                     |
| 5 września  | della Somaglia 4 (+1) Pacca 2 Arezzo 2 Castiglioni 4 Brancadoro 3 Opizzoni 1 Della Genga 2 Severoli 10 (+1) Rusconi 1 De Gregorio 3 (+1) Bertazzoli 2 Turriozzi 1 Zurla 2 Consalvi 1 Cavalchini 1 (+2) Liczba głosujących: 39                 | della Somaglia 4 (+1) Pacca 2 Arezzo 2 Castiglioni 4 Caselli 3 Opizzoni 1 Della Genga 2 Severoli 10 (+1) Rusconi 1 De Gregorio 3 (+1) Bertazzoli 2 Turriozzi 1 Zurla 2 Consalvi 1 Cavalchini 1 (+2) Liczba głosujących: 39                           |
| 6 września  | della Somaglia 3 (+2) Pacca 2 Arezzo 2 (+1) Castiglioni 4 Caselli 3 Opizzoni 1 Della Genga 2 (+1) Severoli 11 Rusconi 1 De Gregorio 3 (+1) Bertazzoli 2 Turriozzi 1 Zurla 2 Consalvi 1 Cavalchini 1 (+2) Liczba głosujących: 39               | della Somaglia 3 (+1) Pacca 2 (+1) Spina 1 Arezzo 3 Castiglioni 5 Caselli 3 Opizzoni 1 Della Genga 2 Severoli 10 (+2) Rusconi 1 De Gregorio 3 (+1) Bertazzoli 1 Turriozzi 1 Zurla 1 Consalvi 1 Cavalchini 1 (+4) Liczba głosujących: 39              |
| 7 września  | della Somaglia 3 Pacca 2 Spina 1 Arezzo 3 Castiglioni 5 Caselli 3 Opizzoni 1 Della Genga 2 Severoli 11 (+4) De Gregorio 3 (+1) Bertazzoli 1 Turriozzi 1 (+1) Zurla 1 Consalvi 1 Cavalchini 1 (+5) Liczba głosujących: 39                      | della Somaglia 3 Pacca 2 Spina 1 Arezzo 2 Castiglioni 6 (+1) Caselli 3 Opizzoni 1 Della Genga 2 Severoli 10 (+3) De Gregorio 3 (+1) Bertazzoli 1 (+1) Turriozzi 2 Zurla 1 Consalvi 1 Cavalchini 1 (+5) Liczba głosujących: 39                        |
| 8 września  | della Somaglia 2 Pacca 2 Spina 1 Arezzo 1 (+1 Castiglioni 6 (+1) Caselli 3 Opizzoni 1 Della Genga 2 Severoli 11 (+6) De Gregorio 3 (+1) Bertazzoli 3 Turriozzi 2 Zurla 1 Consalvi 1 Cavalchini 1 (+4) Liczba głosujących: 40                  | della Somaglia 2 Pacca 2 Spina 1 Arezzo 2 Castiglioni 5 (+1) Caselli 3 Opizzoni 1 Della Genga 2 Severoli 13 (+4) De Gregorio 3 (+1) Bertazzoli 2 Turriozzi 2 (+1) Zurla 1 Cavalchini 1 (+3) Liczba głosujących: 40                                   |
| 9 września  | della Somaglia 4 (+1) Pacca 2 Arezzo 1 Castiglioni 3 (+1) Caselli 3 Opizzoni 1 Della Genga 2 Severoli 12 (+5) Rusconi 1 De Gregorio 3 (+2) Ercolani 1 Bertazzoli 2 Turriozzi 1 Zurla 2 Consalvi 1 Cavalchini 1 (+3) Liczba głosujących: 40    | della Somaglia 4 Pacca 2 Spina 1 Arezzo 1 Castiglioni 2 (+3) Caselli 3 Opizzoni 1 Della Genga 2 Severoli 12 (+5) Rusconi 1 De Gregorio 3 (+1) Bertazzoli 2 Turriozzi 1 Zurla 2 Consalvi 1 Cavalchini 1 (+3) Liczba głosujących: 38-40 (??)           |
| 10 września | della Somaglia 3 Pacca 3 Arezzo 1 Castiglioni 4 (+1) Caselli 2 Opizzoni 1 Della Genga 2 (+1) Severoli 12 (+3) Cesarei 1 De Gregorio 3 (+1) Bertazzoli 2 (+1) Turriozzi 2 Zurla 2 Consalvi 1 Cavalchini 1 (+3) Liczba głosujących: 40          | della Somaglia 3 Pacca 2 (+1) Arezzo 1 Castiglioni 4 (+1) Caselli 2 Opizzoni 1 Della Genga 2 Severoli 12 (+5) Cesarei 1 De Gregorio 3 (+1) Bertazzoli 2 Turriozzi 4 Zurla 2 Cavalchini 1 (+3) Liczba głosujących: 40                                 |
| 11 września | della Somaglia 3 (+1) Pacca 2 Arezzo 1 Castiglioni 4 (+1) Caselli 3 Opizzoni 2 Della Genga 2 Severoli 12 (+5) De Gregorio 3 (+1) Bertazzoli 2 Turriozzi 4 Zurla 2 Cavalchini 1 (+3) Liczba głosujących: 41                                    | della Somaglia 3 (+2) Pacca 2 Arezzo 1 Castiglioni 4 (+1) Caselli 3 (+1) Opizzoni 2 Della Genga 2 Severoli 12 (+4) De Gregorio 3 (+1) Bertazzoli 2 Turriozzi 4 Zurla 2 Cavalchini 1 (+3) Liczba głosujących: 41                                      |
| 12 września | della Somaglia 4 (+2) Pacca 2 Arezzo 2 Castiglioni 4 Caselli 2 (+1) Opizzoni 2 Della Genga 2 Severoli 12 (+6) Rusconi 1 De Gregorio 3 (+1) Bertazzoli 2 Turriozzi 3 Zurla 2 Cavalchini 1 (+3) Liczba głosujących: 42                          | della Somaglia 3 (+3) Pacca 2 (+2) Arezzo 2 Castiglioni 4 Caselli 2 Opizzoni 2 Della Genga 2 Severoli 13 (+3) Rusconi 1 De Gregorio 3 (+1) Bertazzoli 2 Turriozzi 3 Zurla 2 Cavalchini 1 (+3) Liczba głosujących: 42                                 |
| 13 września | della Somaglia 2 (+2) Pacca 2 Arezzo 2 (+1) Castiglioni 5 (+1) Caselli 2 Opizzoni 1 (+1) Della Genga 2 Severoli 13 (+4) Testaferrata 1 Rusconi 1 De Gregorio 3 (+1) Bertazzoli 2 Turriozzi 3 Zurla 2 Cavalchini 1 (+3) Liczba głosujących: 42 | della Somaglia 2 (+2) Pacca 2 Arezzo 3 Castiglioni 5 Caselli 3 Opizzoni 1 Della Genga 2 Severoli 14 (+5) De Gregorio 3 Bertazzoli 2 Turriozzi 2 Zurla 2 Cavalchini 1 (+3) Liczba głosujących: 42                                                     |
| 14 września | della Somaglia 3 Pacca 4 (+1) Arezzo 3 Castiglioni 4 (+1) Caselli 3 Opizzoni 1 (+1) Della Genga 2 Severoli 15 (+5) De Gregorio 2 (+1) Bertazzoli 2 Turriozzi 2 Zurla 2 Cavalchini 1 (+3) Liczba głosujących: 44                               | della Somaglia 3 (+2) Pacca 2 Spina 1 Arezzo 2 (+1) Castiglioni 4 (+1) Caselli 3 Opizzoni 1 (+1) Della Genga 2 Severoli 15 (+4) De Gregorio 2 (+1) Bertazzoli 2 Turriozzi 2 Zurla 2 Cavalchini 1 (+3) Liczba głosujących: 42-44 (?)                  |
| 15 września | della Somaglia 4 (+1) Pacca 2 Arezzo 2 (+1) Castiglioni 5 (+3) Caselli 2 Opizzoni 1 (+1) Della Genga 2 Severoli 16 (+4) De Gregorio 2 Clermont-Tonnerre 1 Bertazzoli 2 Turriozzi 2 Zurla 2 Cavalchini 1 (+3) Liczba głosujących: 44           | della Somaglia 2 (+1) Pacca 2 Arezzo 4 Castiglioni 6 (+1) Caselli 2 Opizzoni 1 Della Genga 2 Severoli 16 (+3) De Gregorio 3 Bertazzoli 1 Turriozzi 2 Zurla 2 Cavalchini 1 (+3) Liczba głosujących: 44                                                |
| 16 września | della Somaglia 2 (+1) Pacca 2 Arezzo 4 (+1) Castiglioni 9 (+2) Caselli 2 (+1) Opizzoni 1 (+2) Della Genga 3 Severoli 16 (+3) De Gregorio 2 Solaro 1 (+1) Bertazzoli 1 Turriozzi 2 Zurla 2 (+1) Cavalchini 1 (+4) Liczba głosujących: 48       | della Somaglia 2 (+1) Pacca 2 Arezzo 5 Castiglioni 8 (+2) Caselli 2 (+1) Opizzoni 1 (+1) Della Genga 2 Severoli 16 (+4) De Gregorio 2 Bertazzoli 2 Turriozzi 2 Zurla 2 Consalvi 1 (+1) Cavalchini 1 (+5) Liczba głosujących: 48                      |
| 17 września | della Somaglia 2 (+1) Pacca 2 Arezzo 4 Castiglioni 11 (+5) Caselli 2 Della Genga 2 Severoli 17 (+2) De Gregorio 2 (+1) Bertazzoli 2 Turriozzi 1 Zurla 2 Cavalchini 1 (+5) Liczba głosujących: 48                                              | della Somaglia 3 (+1) Pacca 2 (+1) Arezzo 3 Castiglioni 10 (+4) Caselli 4 (+1) Della Genga 2 Severoli 16 (+5) De Gregorio 2 (+1) Bertazzoli 1 Turriozzi 1 Zurla 2 Albani 1 Cavalchini 1 (+7) Liczba głosujących: 48                                  |
| 18 września | della Somaglia 5 (+2) Pacca 2 (+1) Arezzo 3 (+1) Castiglioni 9 (+6) Caselli 2 Della Genga 3 Severoli 16 (+4) De Gregorio 2 (+2) Bertazzoli 1 Turriozzi 2 Zurla 2 Cavalchini 1 (+8) Liczba głosujących: 48                                     | della Somaglia 4 (+2) Pacca 2 (+1) Arezzo 6 Castiglioni 9 (+7) Caselli 2 Della Genga 2 Severoli 16 (+4) De Gregorio 2 (+2) Bertazzoli 1 Turriozzi 1 Zurla 2 Cavalchini 1 (+7) Liczba głosujących: 48                                                 |
| 19 września | della Somaglia 6 (+3) Pacca 2 (+1) Arezzo 4 (+2) Castiglioni 8 (+8) Caselli 3 (+1) Opizzoni 1 Della Genga 2 Severoli 16 (+6) De Gregorio 2 (+1) Bertazzoli 1 Turriozzi 1 Zurla 2 Cavalchini 1 (+6) Liczba głosujących: 49                     | della Somaglia 6 (+4) Pacca 2 (+2) Arezzo 4 Castiglioni 9 (+6) Caselli 3 Della Genga 2 Severoli 16 (+5) De Gregorio 2 (+1) Bertazzoli 1 Turriozzi 1 Zurla 1 Consalvi 1 Cavalchini 1 (+6) Liczba głosujących: 49                                      |
| 20 września | della Somaglia 6 (+2) Pacca 2 (+1) Arezzo 4 Castiglioni 9 (+8) Caselli 1 Della Genga 3 Severoli 17 (+7) Rusconi 1 De Gregorio 2 (+1) Bertazzoli 1 Turriozzi 1 Consalvi 1 Cavalchini 1 (+5) Liczba głosujących: 49                             | della Somaglia 5 (+2) Pacca 3 (+1) Arezzo 3 (+1) Castiglioni 10 (+6) Caselli 2 (+1) Della Genga 4 (+1) Severoli 17 (+7) De Gregorio 2 Bertazzoli 1 Turriozzi 1 Cavalchini 1 (+5) Liczba głosujących: 49                                              |
| 21 września | della Somaglia 4 (+1) Pacca 1 (+3) Arezzo 3 Castiglioni 11 (+7) Caselli 1 (+1) Della Genga 4 (+1) Severoli 21 (+6) Bertazzoli 1 Turriozzi 1 De la Fare 1 Cavalchini 1 (+5) Liczba głosujących: 49                                             | della Somaglia 7 (+1) Pacca 4 (+1) Galleffi 1 Arezzo 5 (+2) Castiglioni 8 (+2) Ruffo Scila 1 Caselli 2 (+1) Della Genga 5 (+2) Severoli 8 Rusconi 2 De Gregorio 1 (+3) Bertazzoli 1 Turriozzi 1 Cavalchini 3 (+5) Liczba głosujących: 49             |
| 22 września | della Somaglia 4 (+5) Pacca 2 (+1) Galleffi 2 Arezzo 4 (+2) Castiglioni 11 (+2) Caselli 1 (+1) Della Genga 7 (+2) Severoli 2 (+1) Rusconi 5 (+3) De Gregorio 6 (+2) Bertazzoli 1 Turriozzi 1 Cavalchini 3 (+2) Liczba głosujących: 49         | della Somaglia 2 (+3) Pacca 2 (+1) Galleffi 2 Arezzo 3 (+3) Castiglioni 12 (+2) Della Genga 8 (+4) Severoli 5 (+1) Rusconi 6 (+1) De Gregorio 4 (+3) Bertazzoli 1 Turriozzi 1 Zurla 1 Cavalchini 2 (+4) Liczba głosujących: 49                       |
| 23 września | della Somaglia 4 (+3) Pacca 2 (+1) Galleffi 1 Arezzo 3 (+4) Castiglioni 12 (+1) Brancadoro 1 Della Genga 8 (+4) Severoli 5 (+2) Rusconi 3 (+2) De Gregorio 5 (+1) Bertazzoli 1 Turriozzi 1 Zurla 1 Cavalchini 2 (+4) Liczba głosujących: 49   | della Somaglia 4 (+4) Pacca 2 (+1) Galleffi 2 Arezzo 3 (+2) Castiglioni 13 (+2) Della Genga 10 (+4) Severoli 3 (+2) Rusconi 3 (+2) De Gregorio 4 (+1) Bertazzoli 1 Turriozzi 1 Zurla 1 Cavalchini 2 (+5) Liczba głosujących: 49                      |
| 24 września | della Somaglia 4 (+2) Pacca 2 (+1) Galleffi 1 Arezzo 4 (+3) Castiglioni 12 (+1) Della Genga 8 (+5) Severoli 4 Morozzo 1 Rusconi 3 (+4) De Gregorio 4 (+1) Bertazzoli 1 Turriozzi 1 Zurla 1 Cavalchini 3 (+5) Liczba głosujących: 49           | della Somaglia 4 (+5) Pacca 3 Galleffi 1 Arezzo 3 (+3) Castiglioni 12 (+3) Della Genga 6 (+6) Severoli 3 Morozzo 1 Rusconi 4 (+3) De Gregorio 4 (+1) Clermont-Tonnerre 1 Bertazzoli 1 Turriozzi 1 Zurla 1 Cavalchini 4 (+4) Liczba głosujących: 49   |
| 25 września | della Somaglia 7 (+2) Pacca 3 (+1) Galleffi 1 Arezzo 3 (+3) Castiglioni 12 (+4) Della Genga 9 (+7) Severoli 2 Morozzo 1 Rusconi 1 (+2) De Gregorio 4 (+1) Bertazzoli 1 Zurla 1 (+1) De la Fare 1 Cavalchini 3 (+4) Liczba głosujących: 49     | della Somaglia 5 (+5) Pacca 3 (+1) Galleffi 1 Arezzo 3 (+1) Castiglioni 12 (+3) Della Genga 9 (+7) Severoli 1 (+1) Morozzo 1 Rusconi 4 (+2) De Gregorio 5 (+1) Bertazzoli 1 Turriozzi 1 Zurla 1 (+1) Cavalchini 2 (+4) Liczba głosujących: 49        |
| 26 września | della Somaglia 6 (+4) Pacca 4 Galleffi 1 Arezzo 3 (+4) Castiglioni 13 (+3) Della Genga 6 (+3) Severoli 2 (+2) Morozzo 1 Rusconi 2 De Gregorio 5 Bertazzoli 1 Cavalchini 5 (+4) Liczba głosujących: 49                                         | della Somaglia 7 (+5) Pacca 3 Galleffi 1 Arezzo 3 (+2) Castiglioni 12 (+3) Della Genga 4 (+6) Severoli 1 (+2) Morozzo 1 Rusconi 2 (+1) De Gregorio 6 (+1) Bertazzoli 1 (+1) Turriozzi 1 Cavalchini 7 (+2) Liczba głosujących: 49                     |
| 27 września | della Somaglia 5 (+4) Pacca 4 (+1 Spina 1 (+1) Galleffi 1 Arezzo 3 (+3) Castiglioni 11 (+4) Della Genga 8 (+4) Severoli 1 (+2) Morozzo 1 Rusconi 2 (+1) De Gregorio 6 Bertazzoli 1 De la Fare 1 Cavalchini 4 (+3) Liczba głosujących: 49      | della Somaglia 4 (+5) Pacca 3 (+1) Spina 1 Galleffi 1 (+1) Arezzo 3 (+2) Castiglioni 11 (+2) Della Genga 9 (+4) Gravina 1 Severoli 2 (+1) Rusconi 2 (+2) De Gregorio 6 (+1) Clermont-Tonnerre 1 Bertazzoli 1 Cavalchini 4 (+4 Liczba głosujących: 49 |
| 28 września | della Somaglia 1 Pacca 1 Arezzo 2 Castiglioni 8 Della Genga 34 De Gregorio 2 Bertazzoli 1 Liczba głosujących: 49 | |